# Mont Bollons
Pour l’article homonyme, voir Île Bollons.

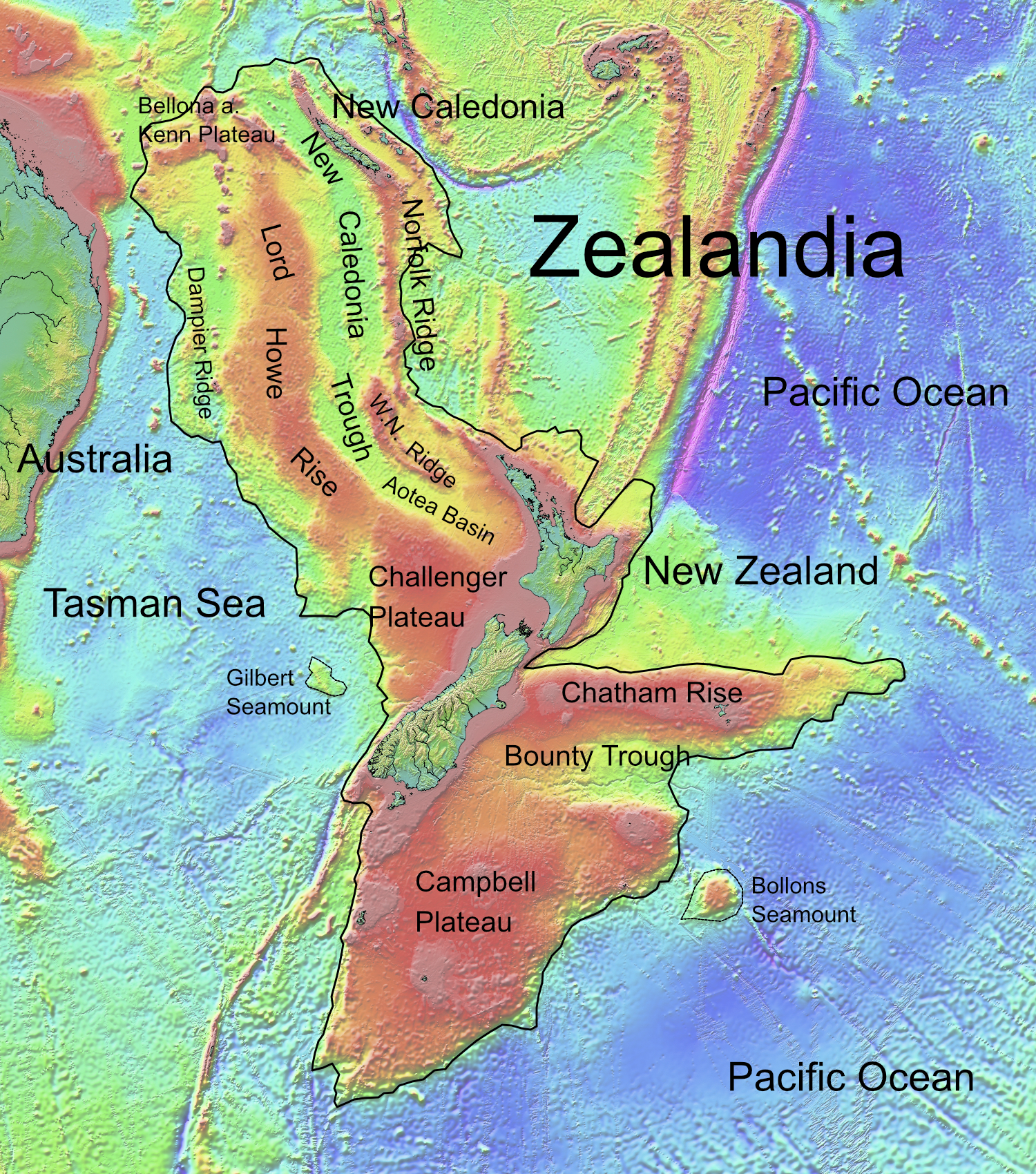
Carte topographique de Zealandia, montrant le mont Bollons au sud-est.

Le mont Bollons, ou plateau Bollons, est un mont sous-marin situé juste à l'est de la ligne internationale de changement de date, à quelques centaines de kilomètres au sud-est de la Nouvelle-Zélande , à l'est du plateau de Campbell. Il constitue un fragment continental qui s'est séparé du continent immergé Zealandia à la suite d'un épisode de rifting. Le mont sous-marin a fait l'objet en 2002 d'explorations ayant pour objectif de trouver le bord du plateau continental de la Nouvelle-Zélande. Le mont Bollons présente les traces d'un fort épisode de rifting qui l'a écarté au Crétacé du plateau de Chatham, il y a entre 83,7 et 78,5 millions d'années.
Les anomalies magnétiques du mont Bollons indiquent qu'il était le site d'une activité très irrégulière, avec des différences de faille pouvant atteindre 100 km. Un creux de près de 50 km à côté du mont sous-marin, connu sous le nom de fosse de Bollons, est interprété comme étant provoqué par un volcanisme excessif lors du processus de création de plancher océanique. Une crête juste au sud du mont Bollons, la zone de fracture des antipodes (en), est interprétée comme ayant été construite par une combinaison de compression et d'activité volcanique associée à l'activité du point triple Bellingshausen-Terre de Marie Byrd situé à proximité.